# Cratere Schwarzschild
Schwarzschild è un vasto cratere lunare intitolato all'astrofisico tedesco Karl Schwarzschild e situato nell'emisfero settentrionale sul lato nascosto della Luna, a nordovest del cratere Gamov.
La struttura è erosa e usurata, e presenta una superficie interessata da impatti più recenti.

## Crateri correlati
Alcuni crateri minori situati in prossimità di Schwarzschild sono convenzionalmente identificati, sulle mappe lunari, attraverso una lettera associata al nome.
| Schwarzschild | Latitudine | Longitudine | Diametro |
| ------------- | ---------- | ----------- | -------- |
| A             | 78,47° N   | 124.24° E   | 44,65 km |
| D             | 71,69° N   | 131,75° E   | 21,89 km |
| K             | 67,35° N   | 124,81° E   | 40,97 km |
| L             | 69,08° N   | 121,83° E   | 45,38 km |
| Q             | 66,24° N   | 108,83° E   | 17,52 km |
| S             | 67,72° N   | 104,53° E   | 16,78 km |
| T             | 69,83° N   | 107,63° E   | 15,61 km |